# 帕特里克·奥盖
帕特里克·奥盖（法語：Patrick Hoguet，1940年5月23日—2021年2月27日），法国政治人物。

## 生平
帕特里克·奥盖是法国民主联盟成员，曾任国民议会议员。2021年2月27日在诺让勒罗特鲁逝世